# První kategorie 1910/1911
Soutěžní ročník  Prima Categoria 1910/1911 byl 14. ročník nejvyšší italské fotbalové ligy, který se konal od 27. listopadu roku 1910 do 18. června roku 1911. Turnaje se účastnilo celkem třináct klubů, rozdělené do dvou skupin.
Federace přijala členství tří nových klubů z Benátska a také Boloňu. Již potřetí ovládl soutěž celek Pro Vercelli, když ve finále porazil klub Vicenzu.

## Události
Při přijetí celkem čtyř nových klubů se vyskytly vážné logistické a finanční problémy spojené s délkou cest, které se měly uskutečnit. Především byli silné pochybnosti o sportovní soudržnosti nových klubů, které hráli jen přátelské zápasy. Federace se rozhodla nové týmy dát do jedné skupiny a její vítěz by ve finále hrál klubem, který vyhrál Severozápadní skupinu. 
V Severozápadní skupině se poprvé přestavil klub Piemonte FC, který nahradil odstoupivší Ausonii. Vítěz celé ligy Pro Vercelli chtěl dokázat po minulé sezoně, že je ten nejlepší klub v Itálii. Svou skupinu vyhrál o pět bodů před Milánem a ve finále porazil Vicenzu 3:0 a 2:1.

## Složení ligy v tomto ročníku
| Klub         | Město    | Region         | Trenér            |
| ------------ | -------- | -------------- | ----------------- |
| Janov        | Janov    | Ligurie        | Eugen Herzog      |
| Andrea Doria | Janov    | Ligurie        | Technická komise  |
| Milán        | Milán    | Lombardie      | Giannino Camperio |
| Inter        | Milán    | Lombardie      | Virgilio Fossati  |
| Milanese     | Milán    | Lombardie      | Technická komise  |
| Pro Vercelli | Vercelli | Piemont        | Technická komise  |
| Turín        | Turín    | Piemont        | Technická komise  |
| Juventus     | Turín    | Piemont        | Technická komise  |
| Piemonte     | Turín    | Piemont        | Technická komise  |
| Boloňa       | Boloňa   | Emilia-Romagna | Technická komise  |
| Verona       | Verona   | Benátsko       | Guido Vivi        |
| Benátky      | Benátky  | Benátsko       | Technická komise  |
| Vicenza      | Vicenza  | Benátsko       | Giulio Fasolo     |

## Severozápadní skupina
| Poř. | Tým          | Z  | V  | R | P  | VG | OG | B  |
| ---- | ------------ | -- | -- | - | -- | -- | -- | -- |
| 1.   | Pro Vercelli | 16 | 12 | 3 | 1  | 44 | 8  | 27 |
| 2.   | Milán        | 16 | 10 | 2 | 4  | 44 | 19 | 22 |
| 3.   | Turín        | 16 | 9  | 0 | 7  | 33 | 27 | 18 |
| 4.   | Andrea Doria | 16 | 8  | 0 | 8  | 28 | 30 | 16 |
| 5.   | Janov        | 16 | 7  | 0 | 9  | 22 | 27 | 14 |
| 6.   | Inter        | 16 | 6  | 1 | 9  | 24 | 31 | 13 |
| 7.   | Piemonte     | 16 | 4  | 4 | 8  | 21 | 35 | 12 |
| 8.   | Milanese     | 16 | 6  | 0 | 10 | 19 | 45 | 12 |
| 9.   | Juventus     | 16 | 3  | 4 | 9  | 16 | 29 | 10 |

Poznámky
- Z = Odehrané zápasy; V = Vítězství; R = Remízy; P = Prohry; VG = Vstřelené góly; OG = Obdržené góly; B = Body
- za výhru 2 body, za remízu 1 bod, za prohru 0 bodů.
- při rovnosti bodů rozhodovalo skóre

|  | Finálový zápas |

### Výsledková tabulka severozápadní skupiny
|              | Andrea Doria | Janov | Inter | Juventus | Milán | Piemonte | Pro Vercelli | Turín | Milanese |
| ------------ | ------------ | ----- | ----- | -------- | ----- | -------- | ------------ | ----- | -------- |
| Andrea Doria | –            | 2:3   | 3:0   | 0:2      | 1:7   | 3:1      | 0:2          | 3:2   | 3:0      |
| Janov        | 1:2          | –     | 1:0   | 3:0      | 0:3   | 0:1      | 0:1          | 1:2   | 3:1      |
| Inter        | 1:2          | 0:3   | –     | 1:1      | 0:2   | 4:2      | 0:3          | 0:1   | 5:1      |
| Juventus     | 4:2          | 4:0   | 0:2   | –        | 0:2   | 1:1      | 0:4          | 1:3   | 0:1      |
| Milán        | 0:1          | 2:0   | 6:3   | 3:0      | –     | 7:1      | 0:0          | 5:2   | 0:2      |
| Piemonte     | 2:1          | 1:2   | 2:3   | 1:1      | 0:0   | –        | 2:2          | 2:1   | 1:0      |
| Pro Vercelli | 3:1          | 6:0   | 4:0   | 0:0      | 1:0   | 3:0      | –            | 3:1   | 7:2      |
| Turín        | 2:1          | 1:5   | 0:1   | 2:1      | 5:1   | 4:2      | 2:0          | –     | 5:0      |
| Milanese     | 0:3          | 1:0   | 0:4   | 4:1      | 3:6   | 3:2      | 0:5          | 1:0   | –        |

## Skupina Emilia-Benátsko
| Poř. | Tým     | Z | V | R | P | VG | OG | B  |
| ---- | ------- | - | - | - | - | -- | -- | -- |
| 1.   | Vicenza | 6 | 6 | 0 | 0 | 21 | 3  | 12 |
| 2.   | Verona  | 6 | 4 | 0 | 2 | 13 | 12 | 8  |
| 3.   | Boloňa  | 6 | 2 | 0 | 4 | 11 | 20 | 4  |
| 4.   | Benátky | 6 | 0 | 0 | 6 | 2  | 12 | 0  |

Poznámky
- Z = Odehrané zápasy; V = Vítězství; R = Remízy; P = Prohry; VG = Vstřelené góly; OG = Obdržené góly; B = Body
- za výhru 2 body, za remízu 1 bod, za prohru 0 bodů.
- při rovnosti bodů rozhodovalo skóre

|  | Finálový zápas |

### Výsledková tabulka skupiny Emilia-Benátsko
|         | Benátky | Boloňa | Verona | Vicenza |
| ------- | ------- | ------ | ------ | ------- |
| Benátky | –       | 2:4    | 0:1    | 0:1     |
| Boloňa  | 3:0     | –      | 2:4    | 0:4     |
| Verona  | 2:0     | 4:1    | –      | 0:2     |
| Vicenza | 1:0     | 6:1    | 7:2    | –       |

## Finále
| 1. zápas 11. červen 1911 | Pro Vercelli                                 | 3 – 0 | Vicenza |                         |  |  |
|                          | Alessandro Rampini 23', 60' Felice Milano 4' |       |         | Rozhodčí: Giuseppe Gama |  |  |
|                          |                                              |       |         |                         |  |  |

| 2. zápas 18. červen 1911 | Vicenza     | 1 – 2 | Pro Vercelli              |                          |  |  |
|                          | Ciscato 15' |       | 23' Pietro Ferraro Piacco | Rozhodčí: Umberto Meazza |  |  |
|                          |             |       |                           |                          |  |  |

## Vítěz
| Prima Categoria Vítěz pro rok 1910/11 |
| ------------------------------------- |
| FC Pro Vercelli 1892                  |
|                                       |